# Međunarodni institut za humanitarno pravo
Međunarodni institut za humanitarno pravo je neovisna, neprofitna humanitarna organizacija koja je utemeljena 1970. Sjedište mu je u vili Ormond, Sanremo, Italija. Svrha Instituta je poticanje razvoja međunarodnog humanitarnog prava, ljudskih prava, prava izbjeglica, imigranata i drugih sličnih pitanja.
Institut je postigao međunarodnu reputaciju centra izvrsnosti na području obrazovanja, istraživanja i proširivanja svih aspekata međunarodnog humanitarnog prava. Imajući u vidu svrhu svog postojanja, Institut radi u uskoj suradnji s najvažnijim međunarodnim organizacijama, uključujući Međunarodni odbor Crvenog križa (MOCK), Visokog povjerenika UN-a za izbjeglice i Međunarodnu organizaciju za migracije. Osim toga, Institut radi s EU-om, UNESCO-om, NATO-om, Frankofonijom i Međunarodnom federacijom društava Crvenog križa i Crvenog polumjeseca, a ima i savjetodavni status u Ekonomskom i socijalnom vijeću UN-a te u Vijeću Europe

## Organizacija
Institut čini više od 200 pojedinačnih članova iz različitih država. U skladu sa statutom, to su osobe koje su se posebno istakle stručnošću ili aktivnostima na poljima od posebnog interesa za Institut. Isto tako, u članstvo mogu biti primljene i ustanove koje značajno doprinose radu Instituta.
Glavna skupština utvrđuje i vodi opću politiku Instituta.
Vijeće, koje bira Glavna skupština, nadzire vodstvo Instituta, određuje programe aktivnosti, bira predsjednika i potpredsjednika te imenuje Glavnog tajnika i Rizničara.
Gradsko poglavarstvo Sanrema i talijanski Crveni križ su po položaju članovi Vijeća Instituta.

## Djelovanje
Glavni oblici djelovanja Instituta obuhvaćaju sljedeća područja:

### Obuka civilnog i vojnog osoblja
Svake godine Institut organizira temeljne, obučne i napredne tečajeve na polju međunarodnog humanitarnog prava, ljudskih prava, prava izbjeglica i imigranata za vojne osobe, vladine službenike, diplomate, stručnjake, predstavnike nevladinih organizacija i studente iz cijeloga svijeta. Tečajevi, koji se organiziraju u suradnji sa zainteresiranim međunarodnim institucijama i državama, se provode kvalificirani predavači različitih nacionalnosti na nekoliko jezika (francuskom, engleskom, španjolskom, arapskom, kineskom i ruskom) koristeći multidisciplinarni interaktivni pristup.

### Organizacija konferencija, radionica i okruglih stolova
Ovi događaji su vrlo cijenjeni u međunarodnoj zajednici jer nude prigodu za povremene dijeloge i rasprave o pitanjima međunarodnog humanitarnog prava, ljudskih prava i drugih srodnih pitanja. Oni potiču članove znanstvenih, diplomatskih, institucionalnih i vojnih krugova iz cijelog svijeta na neformalne sustrete s ciljem razmatranja gorućih problema koji se odnose na promicanje poštovanja međunarodnog humanitarnog prava s pogledom na budućnost. Dosadašnji sastanci i intenzivna akademska aktivnost u vezi glavnih tema humanitarnog prava pod vodstvom Instituta stvorili su ono što je postalo općepoznato kao "humanitarni dijalog u duhu Sanrema".

### Istraživanje i izdavaštvo
Institut je sve više uključen u istraživačke djelatnosti, studije i analize izdajući tekstove, članke i monografije s ciljem osvješćivanja o pitanjima koja se odnose na Međunarodno humanitarno pravo i njegove različite aspekte.
"Priručnik San Remo o međunarodnom pravu koje se primjenjuje na oružane sukobe na moru" (eng. San Remo Manual on International Law Applicable to Armed Conflicts at Sea), koji je izrađen u razdoblju od 1988. do 1994., još uvijek je najkorišteniji priručnik u pomorskim vojnim akademijama diljem svijeta i smatra se referentnim radom svjetskog ugleda.
"Priručnik o pravu nemeđunarodnih oružanih sukoba" (eng. The Manual on the Law of Non-International Armed Conflict) je zadnji priručnik u izdanju Instituta. On odražava promjene u humanitarnim pravilima u vrijeme kada se sukobi najčešće razlikuju od klasičnog ratovanja među državama koje podliježe haškim konvencijama i Ženevskim protokolima.

## Vanjske poveznice
- Internetska stranica Instituta
- Institut na internetskim stranicama MOCK-a  Arhivirana inačica izvorne stranice od 19. veljače 2009. (Wayback Machine)
- Zajednički program sa Sveučilištem u Nici  Arhivirana inačica izvorne stranice od 23. travnja 2009. (Wayback Machine)
- [neaktivna poveznica]
- "Priručnik o pravu nemeđunarodnih oružanih sukoba" na internetskim stranicama Sveučilišta Durham